# Paolino Bertaccini
Paolino Bertaccini (sinh ngày 19 tháng 11 năm 1997) là một cầu thủ bóng đá người Bỉ hiện tại thi đấu cho F.C. Arouca. Anh chơi ở vị trí Tiền vệ chạy cánh.

## Sự nghiệp
Sinh ra ở Charleroi, Bertaccini thi đấu với Charleroi, Standard Liège, Câu lạc bộ Brugge và Genk như là cầu thủ trẻ. Anh ra mắt tại Belgian Pro League cùng với K.R.C. Genk vào ngày 18 tháng 1 năm 2015 trước Lokeren.